# Freight Rover 200-300
1981 wurde der British Leyland Motor Corporation Konzern aufgespalten, wodurch die Austin Rover Group entstand. Zu ihr gehörte Land Rover mit der Nutzfahrzeugsparte Freight Rover. Aus dem Leyland Sherpa wurde nun der Freight Rover Sherpa und später Freight Rover 200-300.

## Freight Rover Sherpa K2 1982–1984
1982 startete der überarbeitete Leyland Sherpa, der mittlerweile Marktanteile aufgrund des erneuerten Ford Transits verloren hatte, als Freight Rover Sherpa K2. Auffälligstes Erkennungszeichen war ein Range Rover Kühlergrill samt überarbeiteter Front. Durch eine vergrößerte Schiebetür wurde der seitliche Zugriff auf die Ladefläche verbessert und es konnte nun auch eine Europalette quer eingeladen werden. Durch verlängerten Radstand und vergrößerte Karosserien konnte nun ein Ladevolumen von 9,3 m³ erreicht werden. Während die Motoren vorerst die gleichen blieben, war nun eine LPG-Umrüstung ab Werk erhältlich. Als Besonderheit jedoch gab es den Sherpa auch mit Allradantrieb. Eine optionale Karosserievariante ab 1983 bot 13 m³ Laderaum.

## Freight Rover 200-300 1982–1989
Ein Facelift 1984 brachte neue Scheinwerfer, neue Stoßfänger und ein neues Armaturenbrett. Gleichzeitig wurde nun aus dem Sherpa der Freight Rover 200, als Großraumtransporter mit 13 m³ Laderaum Freight Rover 300. Dadurch wurde das veraltete Modell Leyland EA ersetzt. Der 300 erhielt nun auch einen 2,5-Liter-Dieselmotor und nach dem Abschluss eines speziellen Vertrages mit der britischen Polizei wurde das Rover 3,5-Liter-V8-Aggregat eingebaut mit ZF-Automatikgetriebe.
Diese Antriebskombination wurde dann ab 1986 optional angeboten und vielfach bei Feuerwehren und Rettungsdiensten eingesetzt.
Freight Rover führte auch eine elektrisch betriebene Version des Sherpa ein, die eine Reichweite von 50 bis 60 Meilen bot. Entwickelt in Zusammenarbeit mit Lucas Chloride EV Systems, bot der Sherpa Elektrik eine Nutzlast von 950 kg bei einem Gesamtgewicht von 3,5 Tonnen. Trotz seiner 36 Sechs-Volt-Batterien unter der Karosserie, war sein Laderaum identisch mit der kleinsten Version des Sherpa mit herkömmlichen Antrieben.
Ab 1986 wurde der B-Serie-Dieselmotor durch den 2,0-MDI-Direkteinspritzung-Dieselmotor ersetzt. Dieser war von Austin-Rover zusammen mit Perkins Engines entwickelt worden. Er war sehr sparsam aber nicht sehr kräftig und daher für die Autobahn wenig geeignet.
Durch die Privatisierungen der britischen Regierung unter Margaret Thatcher wurde Austin Rover aufgespalten. Die Lkw und Kleinlieferwagen von Freight-Rover wurden in das zusammen mit DAF gegründete Unternehmen Leyland DAF eingebracht und das Modell hieß nun Leyland DAF 200-400.

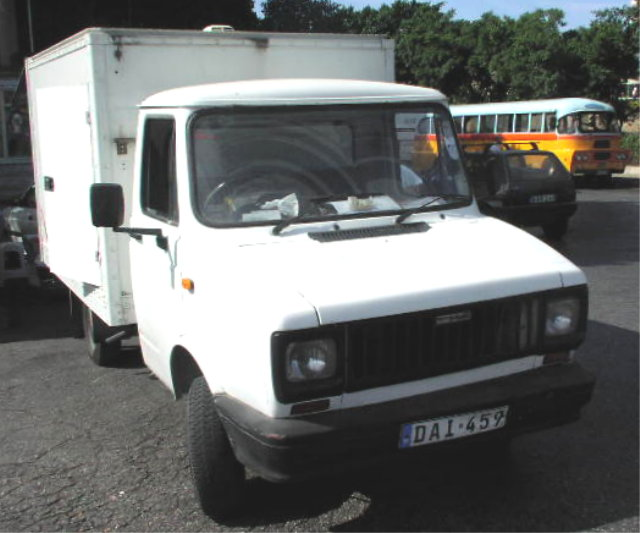
Freight Rover 200 Pritsche